# Puisque tu pars
Singles de Jean-Jacques Goldman
C'est ta chance
(1988) Il changeait la vie
(1988)
Pistes de Entre gris clair et gris foncé
Fais des bébés (8) Filles faciles (10)
Puisque tu pars est une chanson de Jean-Jacques Goldman, extraite de l'album Entre gris clair et gris foncé, sortie en 45 tours en juillet 1988. Elle s'est classée n° 3 en France.

## Contexte
Selon Goldman, la chanson traite « le départ, la séparation, et tout ce que cela implique ». Il dit : « L'idée m'est venue à la fin de mes concerts, quand les gens chantaient Ce n'est qu'un au revoir... [...] Donc j'ai pensé à écrire une chanson sur le départ, mais pour montrer que le départ n'est pas nécessairement triste, mais qu'il y avait aussi des côtés positifs sur le départ et la séparation ».
La chanson, qui montre une « certaine maturité » dans l'écriture, a une « expressivité émotionnelle qui dépeint le dilemme d'un amour qui ne veut pas être possessif ».
La chanson a été incluse dans plusieurs albums live de Goldman, notamment Traces, Du New Morning au Zénith et Un tour ensemble, et dans les compilations L'Intégrale 81/91 et Singulier. Une version live de Goldman avec Les Fous Chantants est incluse dans le DVD Solidarité Inondations.
Elle sert également de bande son pour un vidéo-hommage émouvant publié à la fin du double album live de la tournée En passant. Pour conclure la vidéo, compilation des séquences tournées en coulisses, le texte suivant s'affiche en surimpression : « Dédé Mallet était responsable de la sécurité des concerts depuis toujours… Il est décédé le 10 novembre 1998. Cette tournée lui est dédiée. »
La chanson en version studio commence par un sample de la chanson Is There Anybody Out There? de Pink Floyd sur l'album The Wall (de 0,32s à 0,39s).
Il n'existe aucun article officiel relatif à l'utilisation de ce sample.

## Reprises
Puisque tu pars a été reprise par de nombreux artistes :
- Jean-Félix Lalanne en 1990
- Tracy Huang en 1990 (en mandarin sous le nom de Ràng ài zì yóu, extrait de l'album du même nom)
- Michel Leclerc en 1996 (version instrumentale)
- Céline Dion en 1997 (en version anglaise sous le nom de Let's Talk About Love, extrait de l'album du même nom)
- Bryan Adams en 1999 (version anglaise, incluse dans son maxi Cloud #9)
- Les Fous Chantants en 2000 (inclus dans l'album 1 000 choristes rendent hommage à Jean-Jacques Goldman)
- Le Collège de l'Estérel en 2002
- Les 500 choristes en 2006 (inclus dans la compilation du même nom)
- Tony Carreira (en version portugaise sous le nom de Já que te vais)
- Promotion Lieutenant de La Batie de l'EMIA (École Militaire InterArmes)
- Les Prêtres en 2011 (album Gloria)
- Irma et Zaz en 2012 (chantée en français et anglais sur l'album Génération Goldman)
- Vianney en 2018 lors d'une émission hommage aux 40 ans de carrière de Jean-Jacques Goldman

## Classement
| Classement (1988)                | Meilleure position |
| -------------------------------- | ------------------ |
| France (SNEP)                    | 3                  |
| Europe (European Airplay Top 50) | 31                 |
| Europe (European Hot 100)        | 10                 |

Le single s'est classé n°3 au Top 50, derrière deux tubes de l'été, Nuit de folie de Début de Soirée et Un roman d'amitié d'Elsa et Glenn Medeiros. Il a été certifié disque d'argent pour un total d'environ 450.000 ventes.
Le single est aussi sorti au Canada et au Japon, mais ne s'est pas classé dans ces pays-là.